# Ramat Razi’el
Ramat Razi’el (hebr. רמת רזיאל) – moszaw położony w samorządzie regionu Matte Jehuda, w Dystrykcie Jerozolimy, w Izraelu.

## Położenie
Leży w górach Judei.

## Historia
Pierwotnie w okolicy tej znajdowała się arabska wioska Bajt Umm al-Majs. Podczas I wojny izraelsko-arabskiej w drugiej połowie maja 1948 wioskę zajęły egipskie oddziały. Podczas operacji Ha-Har w nocy z 20 na 21 października 1948 wioskę zajęli Izraelczycy. Mieszkańcy zostali wysiedleni, a wszystkie domy wyburzono.
Współczesny moszaw został założony w 1948 przez byłych żołnierzy armii brytyjskiej.

## Gospodarka
Gospodarka moszawu opiera się na rolnictwie i sadownictwie.